# Tachykardie
Eine Tachykardie (altgriechisch ταχυκαρδία tachykardía, deutsch ‚Schnellherzigkeit‘, umgangssprachlich Herzrasen) ist ein anhaltend beschleunigter Puls auf über 100 Schläge pro Minute beim erwachsenen Menschen; ab einem Puls von 150 Schlägen/min spricht man von einer ausgeprägten Tachykardie. Die Ursachen können vielfältig sein. Das Gegenteil der Tachykardie – eine  Herzfrequenz unter 60 Schlägen pro Minute – ist die Bradykardie.
Generell können Tachykardien in supraventrikuläre und ventrikuläre Tachykardien eingeteilt werden.

## Ursachen

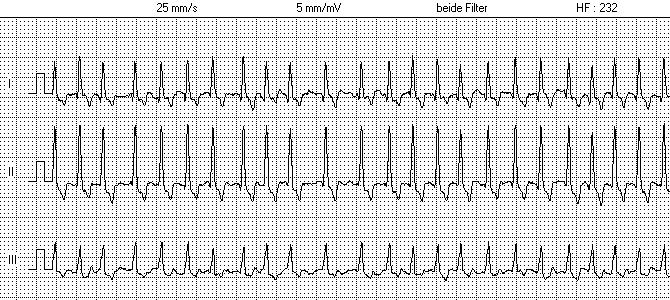
EKG bei Vorhofflimmern mit Tachykardie

- Eine Tachykardie von über 100 Schlägen pro Minute ist normal bei körperlicher Anstrengung. Die Herzfrequenz bei Kleinkindern kann auch in Ruhe über 100 betragen, ohne dass dies krankhaft ist.
- Vom Herzen selbst bedingt, z. B. durch zusätzliche Leitungsbahnen, andere Störungen im Erregungsleitungssystem oder z. B. aus Durchblutungsstörungen im Herzmuskel. Der Mediziner unterscheidet in ventrikuläre (von der Kammer ausgehende) und supraventrikuläre (oberhalb der Kammer entstehende) Tachykardien, wobei die ventrikulären gefährlicher sind, weil sie in der Regel von einer kranken Herzkammer ausgehen.
- Bedingt durch Hormone oder Neurotransmitter, die auf das Erregungsleitungssystem oder den Herzmuskel einwirken. Hierzu zählen Schilddrüsenhormone und Katecholamine. Siehe auch Morbus Basedow
- Idiopathisch

Ein spezieller Fall ist die angeborene Tachykardie. Diese beruht auf einer fehlerhaften Erregungsleitung zum Herzen und kann operativ geheilt werden.

## Einteilungen der Tachykardie
Es gibt mehrere mögliche Einteilungen einer Tachykardie. In der Medizin wird meistens anatomisch zwischen einer Vorhof- und einer Kammertachykardie unterschieden, zumal diese Einteilung auch für die Beurteilung der Gefährlichkeit eine gewisse Bedeutung besitzt. Kontrahiert das Herz schnell genug, wird unter Umständen kein Blut mehr gepumpt, weil sich das Blut zwischen den einzelnen Schlägen aus Trägheits-Gründen nicht mehr bewegt. Vorhoftachykardien sind in der Regel weniger gefährlich als Kammertachykardien, da die Vorhöfe zur funktionellen Leistung (Herzzeitvolumen) nur einen geringen Teil beitragen. Die Kammer (Ventrikel) kontrahiert bei einer Vorhoftachykardie normalerweise deutlich langsamer, da der AV-Knoten als Frequenzfilter wirkt und nicht jede Erregung des Vorhofs damit auch eine Erregung der Kammer bewirkt. Bei Kammertachykardien droht hingegen meist ein Kreislaufstillstand, da das Herz kein Blut mehr pumpt.
Eine weitere wichtige Einteilung richtet sich nach der Kammerfrequenz. Alle Tachykardien über 120 sind beim Erwachsenen als bedrohlich und alle Tachykardien über 150 als sofort behandlungsbedürftig bzw. überwachungsbedürftig einzustufen. Wichtig ist auch der zeitliche Verlauf einer Tachykardie: Man unterscheidet die akute von der chronischen Tachykardie, wobei letztere weiter unterteilt wird in chronisch rezidivierend oder dauerhaft. Schließlich ist noch die Einteilung Tachykardie mit oder ohne Herzerkrankung wichtig, um die Gefährdung für das Herz einzuschätzen. Ein ungeschädigtes Herz übersteht eine Tachykardie im Allgemeinen mit weniger Problemen.

## Vorhoftachykardien
Bei Vorhoftachykardien wird im EKG ein schmaler QRS-Komplex gefunden, typischerweise mit einer Breite von ≤ 120 ms (0,12 s). Dies ist wichtig als Differenzierungskriterium zur bedrohlicheren Kammertachykardie. Eine Ausnahme stellen Vorhoftachykardien in Kombination mit Schenkelblöcken dar, hier findet sich ein breiter QRS-Komplex.
Verursacht werden sie durch eine abnorme Erregungsbildung im Bereich der Vorhöfe, die sich mit einer Frequenz von über 150/Minute kontrahieren. Das Bild der Vorhoftachykardie im EKG ähnelt in weiten Teilen jenem des normalen Sinusrhythmus, d. h. die T-Welle sowie der QRS-Komplex stimmen überein. Überschreitet die Vorhoffrequenz 200/Minute, kommt es zum so genannten AV-Block, denn in diesen Frequenzbereichen ist eine Überleitung aller Vorhoferregungen an die Ventrikel nicht mehr möglich. Im EKG zeigt sich dies in der Form, dass nicht allen P-Wellen ein QRS-Komplex folgt. Eine zu rasche Kammerkontraktion wird somit durch den AV-Knoten verhindert.
Eine plötzlich einsetzende, Minuten oder Stunden dauernde und wieder schlagartig verschwindende Vorhoftachykardie wird als paroxysmale Vorhoftachykardie bezeichnet.

### Sinustachykardie
Die Sinustachykardie ist eine schnelle, aber regelmäßige Aktivität von Vorhof und Kammer. Im EKG erkennt man die Sinustachykardie an einer regelmäßigen Folge von QRS-Komplexen (Herzaktivitäten von Vorhof und Kammer), jedoch ist die Frequenz größer als 100 Schläge pro Minute. Dies ist an einem kürzeren Abstand zwischen aufeinanderfolgenden QRS-Komplexen zu erkennen. Ansonsten ist das EKG-Bild normal. Oft tritt die Sinustachykardie als Begleitsyndrom anderer Erkrankungen auf (Fieber, Elektrolytstörungen, Panikattacken etc.).
Bei hohem Blutverlust, zum Beispiel bedingt durch einen Unfallmechanismus, kommt es meistens erst zu einer Tachykardie mit einer einhergehenden Hypotonie. Dies ist damit zu erklären, dass das verminderte Volumen durch eine höhere Auswurfleistung kompensiert wird.

### AV-Reentry-Tachykardie
Die AVRT tritt anfallsweise auf. Sie entsteht durch kreisende Erregungen zwischen Herzvorhof und Kammer, wobei der AV-Knoten und ein angeborener Kurzschluss (akzessorische Bahn) zwischen Vorhof und Kammer Teile der Kreisbahn sind. Sie kann asymptomatisch oder symptomatisch verlaufen. Die Patienten bemerken in der Regel ein plötzlich einsetzendes Herzrasen, das auch spontan wieder verschwinden kann.
Als Akuttherapie ist das Antiarrhythmikum Adenosin intravenös das Mittel der Wahl. Es führt zu einem kurzfristigen AV-Block III. Grades und unterbricht damit die kreisende Erregung. Versuchsweise kann auch das sogenannte Valsalva-Manöver ausgeführt werden, dabei wird während eines Anfalls, bspw. durch Luftanhalten, Druck auf den Brustkorb ausgeübt, um den Herzschlag zu beeinflussen. Bei hämodynamischer Instabilität erfolgt die elektrische Kardioversion.
Zur längerfristigen Behandlung bzw. zur Heilung wird heutzutage mittels einer Herzkatheteruntersuchung die akzessorische Bahn im Herzen aufgesucht und anschließend mit elektrischer Hochfrequenzapplikation verödet. Als Alternative zu diesem Verfahren steht die Vereisung des betreffenden Gewebes mittels Kryotechnik gegenüber. Für eine medikamentöse (Dauer-)Therapie stehen Betablocker oder Calciumantagonisten zur Verminderung der Überleitungsgeschwindigkeit im AV-Knoten zur Verfügung. Bei Ineffektivität können, bei Ausschluss struktureller Herzerkrankungen, auch Klasse I-Antiarrythmika wie Flecainid oder Propafenon verwendet werden. Sie vermindern die Geschwindigkeit in der Bahn.

### AV-nodale Reentry Tachykardie
Die AVNRT ist eine gutartige Herzrhythmusstörung die gekennzeichnet ist durch plötzlich beginnenden und endenden schnellen und regelmäßigen Herzschlag. Sie wird durch eine Doppelanlage des AV-Knotens verursacht.

### Tachyarrhythmie bei Vorhofflimmern
Diese Tachykardie ist relativ häufig. Durch ein Vorhofflimmern wird die Kammer zu einem zu schnellen Herzschlag angeregt. Oft besteht bereits ein Vorhofflimmern mit unregelmäßiger Überleitung, das durch zusätzliche Einflüsse wie Fieber, Stress, Austrocknung oder ähnlichem zu einer Tachyarrhythmie beschleunigt wird.

## Kammertachykardie
Die ventrikuläre Tachykardie (VT) ist eine lebensbedrohliche Tachykardie, die von den Herzkammern ausgeht.

## Paroxysmale Tachykardie
Die paroxysmale Tachykardie ist eine anfallsweise auftretende Steigerung der Herzaktivität auf etwa 150 bis 220 Schläge pro Minute.
Hier werden von den Vorhöfen ausgehende (supraventrikuläre) und von den Kammern ausgehende (ventrikuläre) Tachykardien unterschieden.
Häufige Ursachen für supraventrikuläre paroxysmale Tachykardien sind u. a. das Wolff-Parkinson-White-Syndrom oder Veränderungen des AV-Knotens. Mittel zur Unterbrechung supraventrikulärer paroxysmaler Tachykardien können Vagusmanöver (z. B. starkes Pressen, Trinken von kaltem Wasser, Luftanhalten, sich auf den Rücken legen und die Beine möglichst hoch strecken, also „eine Kerze machen“, vgl. Valsalva-Versuch), Stimulation des Karotissinus oder Medikamente sein.
Im Falle einer Unwirksamkeit der Medikation muss die Tachykardie durch Elektrokardioversion (Stromstoß synchron zur R-Zacke beim EKG) beendet werden.
Weitaus gefährlicher sind ventrikuläre paroxysmale Tachykardien, die im EKG-Bild an abnorm geformten QRS-Komplexen erkennbar sind.
Bei diesen besteht grundsätzlich die Gefahr eines lebensbedrohlichen Kammerflimmerns oder eines kardiogenen Schocks. Auch hier eignen sich Elektrokardioversion oder ein ICD (implantable cardioverter-defibrillator) zur Beendigung der Tachykardie.

## Therapie der Tachykardien
Die hier angeführte Therapie richtet sich nach den Empfehlungen des ERC aus dem Jahre 2005.
Neben dem Standard-Vorgehen (Sauerstoff, Zugang, EKG-Monitoring, Blutdruck, Pulsoxymetrie, Identifizierung von reversiblen Ursachen) findet zunächst eine Beurteilung hinsichtlich der Stabilität des Patienten statt. Instabilitätskriterien sind
- Reduziertes Bewusstsein
- Brustschmerzen
- Systolischer Blutdruck unter 90 mmHg
- Zeichen des Herzversagens

Die Therapie der Wahl des instabilen Patienten ist die synchronisierte Kardioversion, bei Erfolglosigkeit auch die Gabe von Amiodaron.
Bei einem stabilen Patienten erfolgt eine Trennung nach Schmal- und Breitkomplex-Tachykardien (siehe oben), die Grenze liegt bei 120 ms (0,12 s) Breite des QRS-Komplexes.

### Breiter QRS-Komplex
- Regelmäßig: Ursache ist meist ventrikulär, Therapie mit Amiodaron.
- Unregelmäßig: Ursache am ehesten Vorhofflimmern (VHF) mit Block. Therapie hier wie Schmal-Komplex-Tachykardie. Wenn polymorphes EKG, evtl. Torsades de pointes (dann Magnesiumgabe). Als weitere mögliche Ursache Wolff-Parkinson-White-Syndrom mit Präexzitation, dann evtl. Ajmalin.

### Schmaler QRS-Komplex
- Regelmäßig: Vagale Manöver (z. B. Valsalva-Versuch). Klinisch bietet es sich an, den Patienten eine Spritze „aufpusten“ zu lassen oder einen Eisbeutel ins Gesicht/Nacken zu legen. Hierdurch werden bereits viele Tachykardien durchbrochen. Wenn nicht erfolgreich unter EKG-Kontrolle Adenosin als Bolus, wenn nicht erfolgreich auch wiederholt.
- Unregelmäßig: Ursache wahrscheinlich Vorhofflimmern, mit Hilfe von Betablocker i. v., Digoxin i. v. oder Diltiazem i. v. sollte der Versuch einer Frequenzkontrolle unternommen werden. Wenn der Anfang der Tachykardie vor weniger als 48 h lag, auch Amiodaron. Hier sollte an Antikoagulation gedacht werden.